# Olympiahalle
 (mars 2025).
Si vous disposez d'ouvrages ou d'articles de référence ou si vous connaissez des sites web de qualité traitant du thème abordé ici, merci de compléter l'article en donnant les références utiles à sa vérifiabilité et en les liant à la section « Notes et références ».
L'Olympiahalle est une salle multifonctionnelle de Munich en Allemagne. Elle est située dans le parc olympique, près du stade olympique. L’arène est utilisée pour des concerts, des événements sportifs, des expositions ou des foires commerciales. 

## Jeux olympiques de 1972
La salle ouvre en 1972 et accueille les compétitions de gymnastique et de handball des Jeux olympiques d'été de 1972. Sa capacité, après la rénovation de 2009, varie de 12 463 à 15 500 places. 

## Actuellement
La capacité actuelle de 15 500 places assises a été fixée après une refonte massive achevée en 2009. Une nouvelle zone VIP, un restaurant et une deuxième arène souterraine (« Kleine Olympiahalle ») d’une capacité maximale de 4 000 personnes ont été intégrés dans le nouveau complexe. La scène a également été reconstruite, ce qui a contribué à l’augmentation de la capacité d’accueil et a permis un accès plus rapide pour les équipes de scène.
En février 2020, la climatisation, d’autres technologies et l’éclairage ont été modernisés, et l’aspect original de 1972 dans le hall lui-même a été restauré conformément au monument. La plupart des travaux de construction ont eu lieu alors que la salle était en fonctionnement. 

## Événements
La salle est utilisée pour les concerts, des compétitions sportives, des expositions ou des salons :
- En cyclisme sur piste : les Six jours de Munich de 1972 à 2009
- En patinage artistique : les championnats du monde de 1974 et de 1991 ; la finale de la Série des Champions 1997-1998.
- En hockey sur glace : les finales des championnats du monde de 1983 et de 1993.
- En basket : la phase finale du Championnat d’Europe de basket-ball 1993, les Final Four de l’Euroligue 1989 et 1999.
- En handball : matchs du Championnat d'Europe masculin de handball 2024.

## Référence
- (en) Cet article est partiellement ou en totalité issu de l’article de Wikipédia en anglais intitulé « Olympiahalle » (voir la liste des auteurs).